# 16 Horsepower

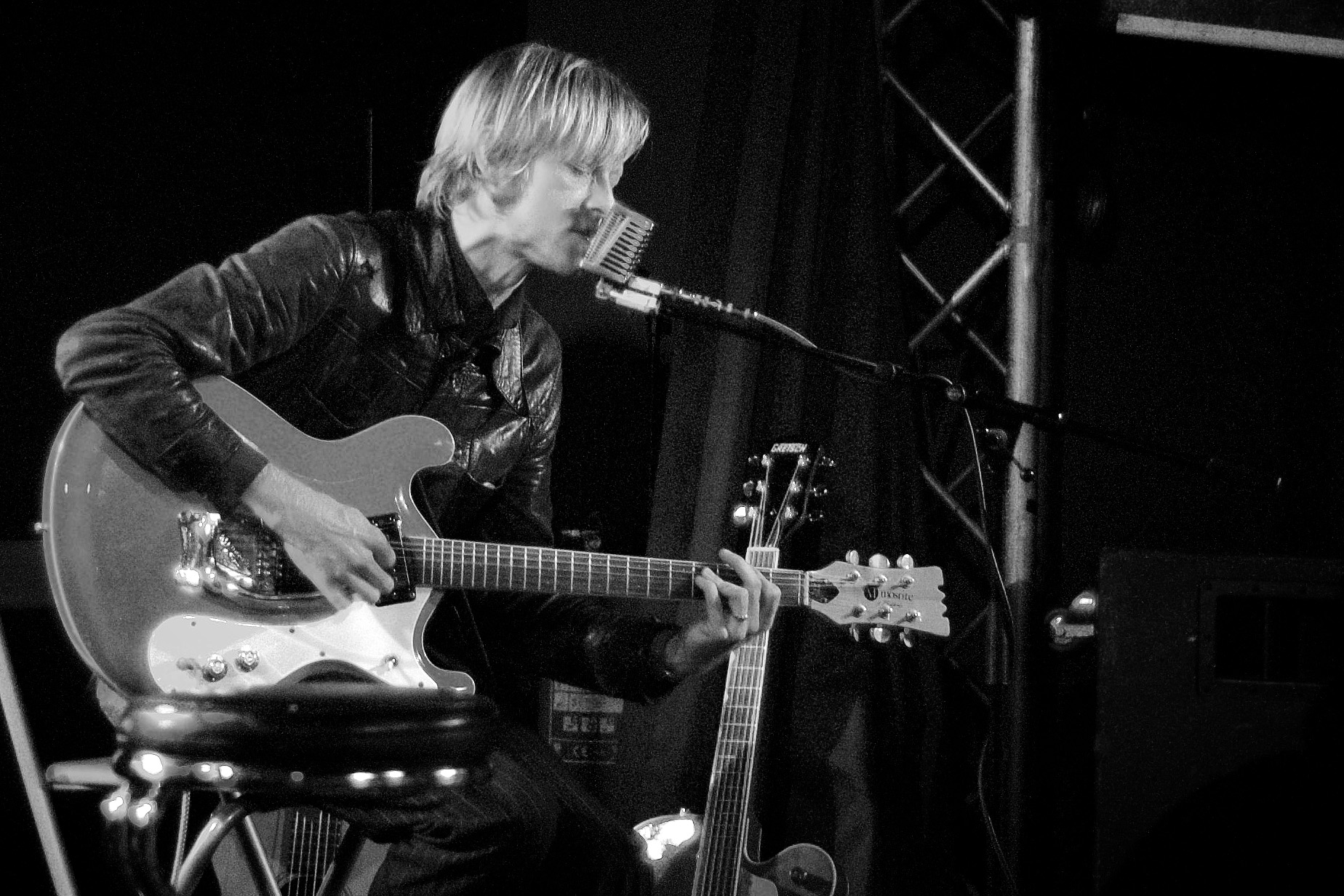
David Eugene Edwards live in 2004.

16 Horsepower fue un grupo de música tradicional alternativo de Denver, Colorado. Su estilo se caracterizaba por su seriedad, oscuridad y su religiosidad, con unas letras a camino entre el conflicto y la redención. En su época más prolífica, la banda estaba formada por David Eugene Edwards, Jean-Yves Tola, y Pascal Humbert. Todos ellos permanecen en activo formando parte de Woven Hand y Lilium.

## Historia
David Eugene Edwards y Pascal Humbert formaron 16 Horsepower en 1992 en Los Ángeles, donde se habían conocido en los Roger Corman's Hollywood Studios. Por su parte, el batería de jazz Jean-Yves Tola se unió a ellos al poco tiempo. Actuaron bajo el nombre Horsepower antes de que volvieran a Denver.
Una vez allí, Keven Soll, un luterano y excelente bajista, se unió al grupo.
El álbum de debut Sackcloth ‘n’ Ashes fue lanzado en 1996, ganándose los elogios de la prensa musical. Debido a diversas disputas por liderar la banda, Soll fue invitado a abandonar el grupo y fue reemplazado por Rob Redick, anteriormente bajista de Candlebox. Redick apenas duró un año dentro de la banda debido a que la filosofía que les inspiraba era "el mutuo sentimiento de insatisfacción". Jeffrey-Paul Norlander se unió poco después como segunda guitarra y grabaron el segundo álbum, Low Estate, con John Parish como productor. Edwards y Norlander habían coincidido anteriormente en gran cantidad de bandas, la más importante fue The Denver Gentlemen.
Norlander se marchó en 1998 y fue sustituido por Steve Taylor, que ya había colaborado con ellos en la gira europea de 1996.
Después pasaron dos años de gira y escribiendo nuevo material, y también llegó el tercer álbum Secret South, aunque este no fue lanzado hasta 2000. Este significó un gran cambio de sonido respecto a los dos anteriores hacia un folk más melódico. La gira europea de 2001 fue cancelada por disputas internas entre los miembros, y los rumores de ruptura comenzaron a aparecer. Esto trajo como consecuencia que varios de los miembros lanzasen material nuevo pero por separado.
16 Horsepower, volvieron en 2002 con su cuarto álbum Folklore (16HP album). A pesar del título, la banda se alejó del folk tradicional. Olden, una recopilación de canciones de los primeros años no editadas se lanzó en 2003 y se promocionó con una gira en 2004, incluyendo sus primeros conciertos en Estados Unidos en tres años. En abril de 2005, la banda anunció oficialmente su separación, como resultado de sus diferencias personales, políticas y espirituales, así como por la incompatiblidad con su vida familiar.

## Influencias
Las influencias más notables del grupo son Joy Division, The Gun Club, Nick Cave y The Birthday Party. 16 Horsepower tuvieron en algunos momentos al mismo mánager que Nick Cave & The Bad Seeds y estuvieron de gira junto a ellos.  También colaboraron con la banda francesa Noir Désir para diseñar la carátula del The Partisan.

## Miembros de la banda
De principio a fin:
- David Eugene Edwards - voz, guitarra, banjo, Chemnitzer concertina, (1992-2005)
- Pascal Humbert - bajo, guitarra, voces (1992, 1996-2005)
- Jean-Yves Tola - batería, piano, voces (1992-2005)

Otros miembros:
- Keven Soll - bajo, chelo, voces (1993-1996)
- Rob Redick - bajo (1996-1997)
- Jeffrey-Paul Norlander - violín, guitarra, chelo, órgano, voces (1997-1998)
- Steve Taylor - guitarra, teclado (1998-2001)

Invitados a sus conciertos:
- Bob Ferbrache - (1996)
- Elin Palmer - violín (2001)
- Daniel McMahon - órgano (2002)
- John Rumly - guitarra, bajo, banjo (2002)

## Discografía

### Álbumes
- 16 Horsepower EP (CD/vinilo - 1995)
- Sackcloth 'n' Ashes (CD - 1996)
- Low Estate (CD - 1997)
- Secret South (CD/vinilo - 2000)
- Hoarse (CD - 2000)
- Folklore (CD/vinilo - 2002)
- Olden (CD/vinilo - 2003)
- Live March 2001 (CD - 2008)

### Sencillos
- "Shametown" (7" - 1994)
- "Black Soul Choir" (CD - 1996)
- "Haw" (vinyl - 1996)
- "For Heaven's Sake" (CD - 1997)
- "Coal Black Horses" (CD - 1997)
- "The Partisan" (CD - 1998)
- "Clogger" (CD - 2000)
- "Splinters" (CD - 2001)

### Videos
- "Black Soul Choir" and "Haw" (1995)
- 16HP DVD (2005)
- Live DVD (2006)